# SN 2007lb
SN 2007lb – supernowa typu II odkryta 3 października 2007 roku w galaktyce A034909-0044. W momencie odkrycia miała maksymalną jasność 19,00m.